# Mouvement républicain et citoyen
Das Mouvement républicain et citoyen (deutsch Staatsbürgerlich-republikanische Bewegung) ist eine linksrepublikanische Partei in Frankreich. Ein Pendant in den Parteienlandschaften der deutschsprachigen Staaten ist nicht auszumachen. Wirtschafts- und sozialpolitisch vertritt sie linke Positionen, die sich auch als demokratisch-sozialistisch oder linkssozialdemokratisch beschreiben lassen, während sie in kultur-, europa- und außenpolitischen Fragen souveränistische Ansichten vertrat. Somit gehört sie auch zu den EU-kritischen Parteien in Frankreich.

## Geschichte
Die Partei ist die Nachfolgepartei des Mouvement des citoyens (MDC), das sich 2002 auflöste. Das MDC war von Jean-Pierre Chevènement begründet worden, der die Sozialistische Partei 1993 wegen der Operation Desert Storm und der Zustimmung der Sozialistischen Partei zum Vertrag von Maastricht verlassen hatte. Der Verlust aller Sitze der MDC bei den Parlamentswahlen 2002 veranlasste Chevénement 2003, den Mouvement républicain et citoyen zu gründen. Er selbst unterlag in seiner Hochburg Territoire de Belfort.
Die Gründung der MRC bedeutete eine Neugliederung der Linken. Der Pôle republicain sollte alle „Republikaner von links bis rechts“ umfassen. Chevènement und die MRC unterstützten bei den Präsidentschaftswahlen 2007 die Kandidatin der sozialistischen Partei, Ségolène Royal, um einen erneuten Schock wie 2002 zu verhindern, als es nicht zuletzt aufgrund einer Fragmentierung des Mitte-links-Lagers zu einer Stichwahl zwischen dem konservativ-liberalen Jacques Chirac und dem rechtsextremen Jean-Marie Le Pen kam. Der MRC schickte bei den Parlamentswahlen 2007 seine Kandidaten ins Rennen, so auch Chevènement im Territoire de Belfort, wo er seinen Sitz 2002 an die konservative UMP verloren hatte. Er selbst schaffte es nicht, seinen Sitz zurückzugewinnen, aber Christian Hutin, ein ehemaliger Linksgaullist, gewann die Wahl im Département Nord. Die Partei stellte nach den Parlamentswahlen 2012 drei Mitglieder in der Nationalversammlung, die der Fraktion der Sozialisten angehörten, und einen Senator, der mit den Kommunisten im Senat saß.
Bei den Wahlen zu den Regionalräten 2015 wurden nach neunzehn Mandaten bei den Wahlen 2010, nur noch drei Mandate errungen: Jean-Marc Nicolle (Département Val-de-Marne, Liste Radical, citoyen, démocrate, écologiste et centristes, 2018 aus der Partei ausgetreten), Thierry Cotelle (Département Haute-Garonne, Liste Socialiste, républicain et citoyen) und Béatrice Negrier (Département Hérault, Liste Socialiste, républicain et citoyen, verließ 2016 die Partei und wechselte zurück zur PS). Bei den Parlamentswahlen 2017 konnte nur Christian Hutin sein Mandat in der Nationalversammlung verteidigen. Der Sitz im Senat wurde im selben Jahr erfolgreich verteidigt.
Am 3. Februar 2019 fusionierte die Partei mit der Alternative pour un programme républicain, écologiste et socialiste (APRÉS) zur Gauche républicaine et socialiste (GRS), ohne sich dabei aufzulösen. Aus Protest verließ daraufhin Sabine van Heghe die Partei und gründete zusammen mit einigen anderen Mitgliedern die Mouvement des citoyens, womit die Partei ihren Senatssitz verlor.
Vor den Präsidentschaftswahlen 2022 unterstützte die Partei Arnaud Montebourgs Kampagne. Nach dem Ausscheiden von Arnaud Montebourg im Januar kündigte die Partei am 9. März ihre Unterstützung für Fabien Roussel (PCF) an. Im April 2022 beteiligte sie sich an der Gründung der Fédération de la gauche républicaine, im Hinblick auf die Parlamentswahlen 2022.